# Ceratostylis resiana
Ceratostylis resiana är en orkidéart som beskrevs av Johannes Jacobus Smith. Ceratostylis resiana ingår i släktet Ceratostylis och familjen orkidéer. Inga underarter finns listade i Catalogue of Life.